# 유대인 쥐스 (포이히트방거)

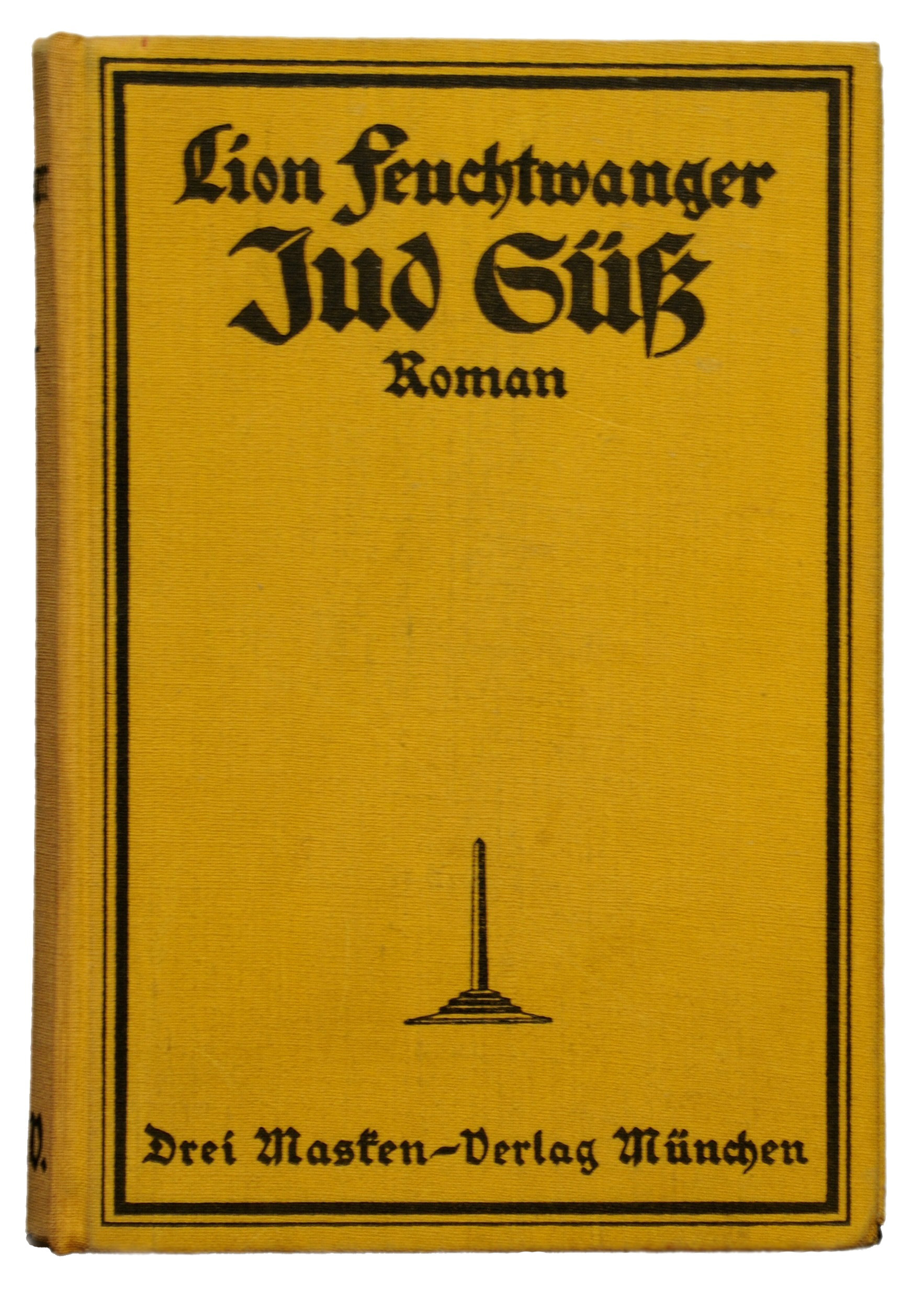

유대인 쥐스(Jud Süß)는 리온 포이히트방거의 최초의 역사 소설이자 그에게 가장 큰 성공을 안겨 준 작품이다. 실존 인물인 요제프 쥐스 오펜하이머(1698?~1738)의 삶과 죽음에서 영감을 받아 쓴 소설로서, 신성 로마 제국 치하의 뷔르템베르크 공국에서 유대인의 신분으로 권력의 정점까지 올랐다가 끝내 교수형으로 생을 마감한 한 인간의 정신적 승화와 구원의 서사를 장대하게 그려 냈다. 출간 이후 20여 개 언어로 번역 출간되었으며 전 세계 300만 부 이상이 판매되어 베스트셀러 자리에 올랐다. 이 소설을 바탕으로 제작된 로타르 멘데스의 영화(1934)는 뉴욕 상영 당시 아인슈타인과 찰리 채플린이 관람할 정도로 인기가 높았다.

## 배경
소설은 18세기 신성 로마제국 치하 뷔르템베르크 공국을 배경으로 한다. 쥐스는 유대인이라는 신분의 제약에도 남다른 사업 감각을 이용해 돈과 힘을 손에 쥔 인물이다. 신분을 극복하고 권력을 얻기 위해 온갖 술수를 마다하지 않았기에 그의 성공을 마뜩잖게 여기는 사람이 적지 않다. 그러던 중 그가 모시는 카를 알렉산더 공작이 예기치 않게 공국의 원수의 자리에 오르는 일대 사건이 벌어진다. 이제 쥐스의 힘은 무소불위의 것이 되기에 이른다. 그러나 실상 그의 주변에는 그를 끌어내리려는 위협이 곳곳에 도사리고 있다. 쥐스의 힘이 커지면 커질수록 호시탐탐 그를 쓰러뜨리려는 적들의 수도 점점 많아진다. 한편 쥐스로 인해 딸이 카를 알렉산더 공작에게 정절을 잃었다고 생각한 교구장 바이센제는 쥐스의 딸인 나에미도 자신의 딸, 마그달렌 지빌레가 겪은 일을 똑같이 겪도록 음모를 꾸민다. 그러나 바이센제의 예상과는 달리 나에미가 공작의 위협으로부터 스스로를 지키기 위해 지붕에서 뛰어내려 자결하자, 목숨 같은 딸을 잃고 절망한 쥐스는 공작에 대한 은밀한 복수를 준비한다.
이 소설은 사실을 기반으로 한 역사 소설이다. 소설은 실존 인물인 요제프 쥐스 오펜하이머(Joseph Süß Oppenheimer, 1698?∼1738)의 삶과 죽음을 소재로 삼았다. 쥐스는 유대인으로서의 운명에 굴복하지 않고 자신의 삶을 적극적으로 개척해 권력의 정점에 오르지만 끝내 비극적 죽음을 맞이한다. 그는 최후를 맞이할 때조차 전혀 의외의 행보를 보이며 구원의 영역에 다다른다. 권력을 손에 넣기 위해 악행도 서슴지 않았던 기회주의적 인물이 어떻게 현실 세계를 극복해 정신적 승화를 이루었는지, 그 구원의 서사가 소설로 다시 태어나 웅대하게 펼쳐진다.
≪유대인 쥐스≫는 사실만을 강조하는 여타의 딱딱한 역사 소설과는 달리, 역사적 사실에 성경과 로마신화, 유대 비교의 신화까지 어우러져 환상적 분위기를 자아낸다. 이 책을 읽는 독자는 마치 18세기 유럽의 한 도시를 배경으로 한 영화 속 한 장면으로 걸어 들어가는 듯한 착각마저 느끼게 될 것이다. 출간 이후 지금까지 전 세계 20여 개의 주요 언어로 번역 출간되었으며 300만 부 이상의 판매고를 올리며 세계적 베스트셀러의 반열에 올랐다. 본래 희곡으로 쓰였다가 소설에 더욱 적합한 소재임을 깨달은 작가가 직접 소설로 개작했다. 본래 의도에 맞게 출간 이후 수차례 드라마와 영화로 제작되었는데, 1934년에 로타르 멘데스에 의해 제작된 영화는 뉴욕 상영 당시 아인슈타인과 찰리 채플린도 극장을 찾아 관람했을 정도로 선풍적인 인기를 끌었다.